# Wankaner (ciutat)
Wankaner és una ciutat i municipalitat del districte de Rajkot al Gujarat situada a 22° 37′ N, 70° 56′ E / 22.62°N,70.93°E prop de Rajkot. Consta al cens del 2001 amb una població de 40.191 habitants que era de 6.973 habitants el 1901. Fou la capital de l'estat de Wankaner.